# ジョルジュ・ティエリ・ダルジャンリュー
ジョルジュ・ティエリ・ダルジャンリュー（Georges Thierry d'Argenlieu 1889年8月7日 - 1964年9月7日）はフランスの海軍軍人、将校、提督、自由フランス軍一員、カトリック教会カルメル会司祭。

## 生涯
ダルジャンリューはブルターニュの名門家系の一人としてブレストに生まれ、代々軍人を輩出する家柄であった。家の伝統に従い海軍士官学校に入学、17歳で卒業。第一次世界大戦に従軍、モロッコ遠征の成果が評価され、レジオンドヌール勲章を受章。
1920年、周囲から期待されているにも係わらず退官、カルメル会に入会。誓願して「三位一体のルイ」と名乗り、司祭として多くの聖務をこなしていた。
1939年夏、パリ管区長を務めていたダルジャンリューは還俗、海軍に復職。参謀幕僚に任命され、シェルブールに駐屯。しかし1940年、ドイツとの激戦で捕らえられ連行されようとして3日目、命さながら脱出し、ノルマンディーの農夫に変装してイギリスに亡命、ダンケルクから逃れてきたフランス人亡命者らとロンドンで再会した。同じく亡命してきたシャルル・ド・ゴールと共に自由フランス軍を結成。同年末、ダルジャンリューはド・ゴールと共にヴィシー政権放棄をフランス入植者に説得させるため、ダカールに向けて出発したが陸上からの攻撃を受け負傷するも、ガボン等アフリカ各港への攻撃の指揮を執った。1941年、フランス領の高等弁務官に任命されフランス各植民地を連合軍側に引き入れ、また外交官としてカナダ、アメリカ合衆国に派遣され、セオドア・ルーズベルト大統領と会見。
1943年、ロンドンに戻り海軍司令官に任命され、ノルマンディー侵攻に当たった。1944年、フランスは勝利しダルジャンリューはド・ゴールら共にシャンゼリゼを並んで歩いた。1945年、第二次世界大戦終結後、インドシナ提督、その他地域のフランス軍最高司令官を務めたのち、1947年、聖職者に戻り、教会活動に従事した。世間から隠れるように修道生活を送り、1964年、帰天（死去）。